# الحافة (محافظة بدر)
الحافة أو محطة الحافة، قرية من قرى محافظة بدر في منطقة المدينة المنورة في السعودية، تقع جنوب غرب المدينة المنورة